# Würselen
Würselen è una città della Renania Settentrionale-Vestfalia, in Germania.
Appartiene al distretto governativo (Regierungsbezirk) di Colonia ed alla regione urbana (StädteRegion) di Aquisgrana (targa AC).
Würselen si fregia del titolo di "Media città di circondario" (Mittlere kreisangehörige Stadt).

## Storia
Würselen è una città di antichissima origine: già sede di una postazione di confine ai tempi dell'impero romano, il suo nome è menzionato per la prima volta nel medioevo, durante il IX secolo.

## Collegamenti esterni

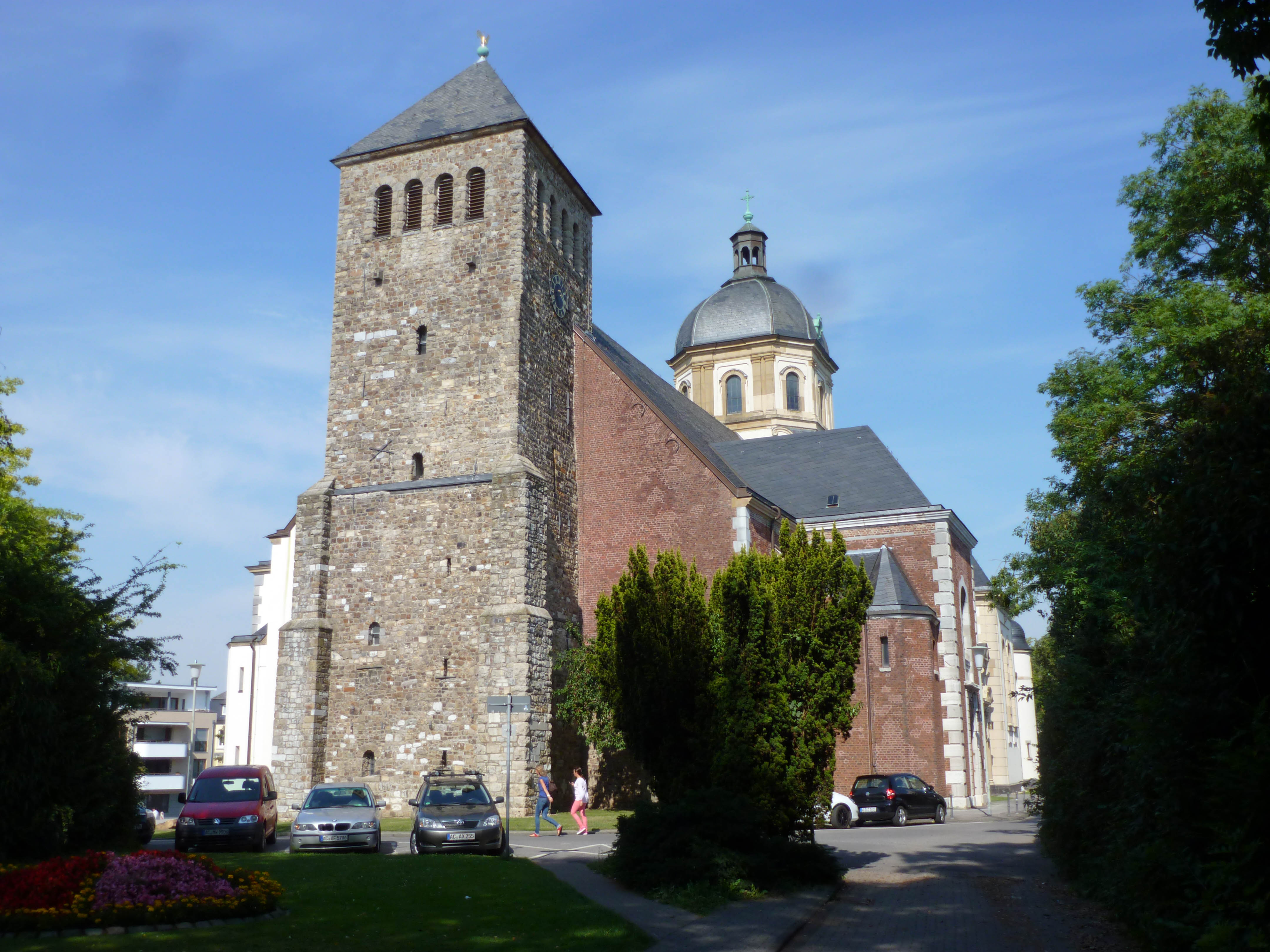
Würselen, chiesa di St Sébastien
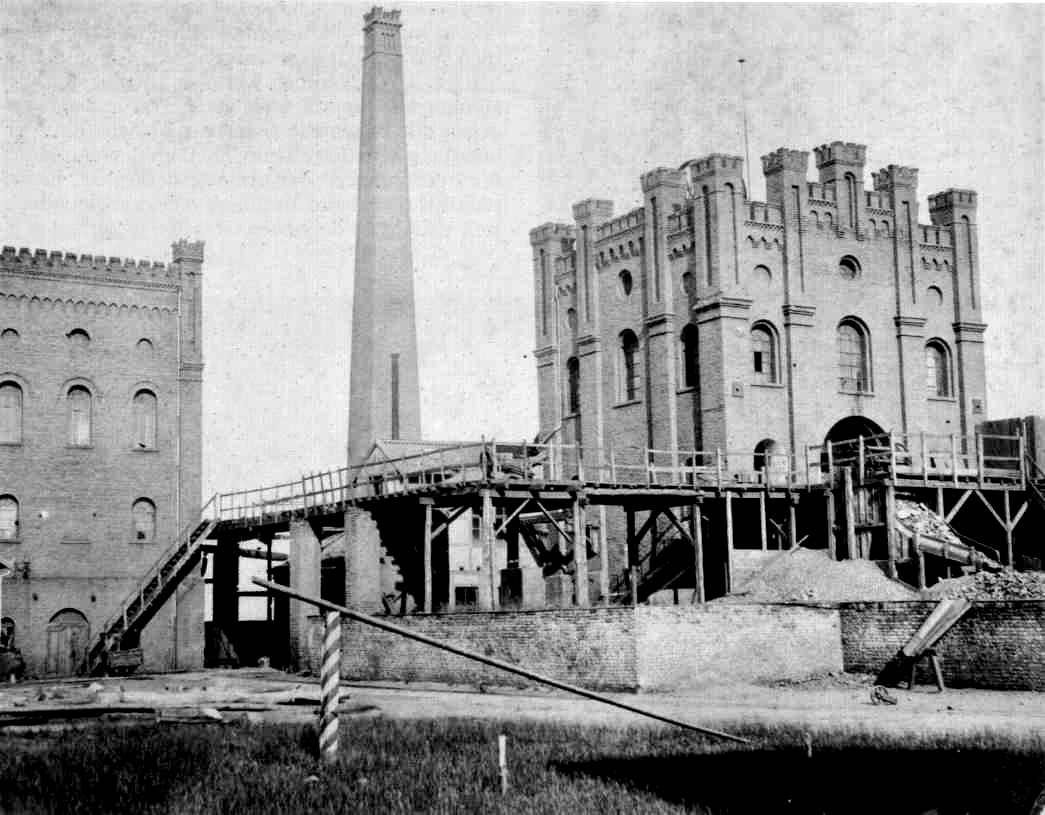
Vecchio sito minerario Teut con torre Malakoff nel 1880
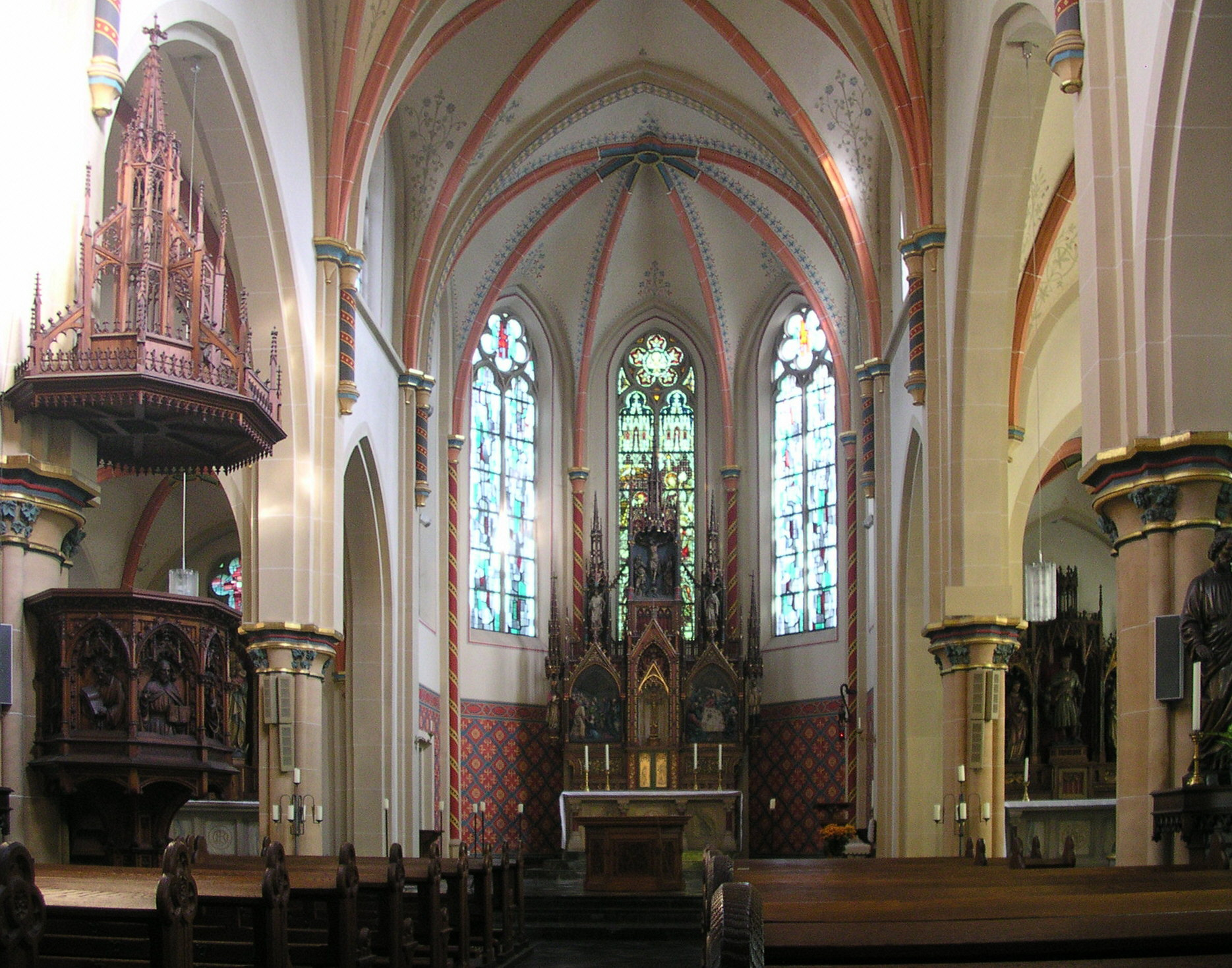
L'interno della chiesa St Nicolas
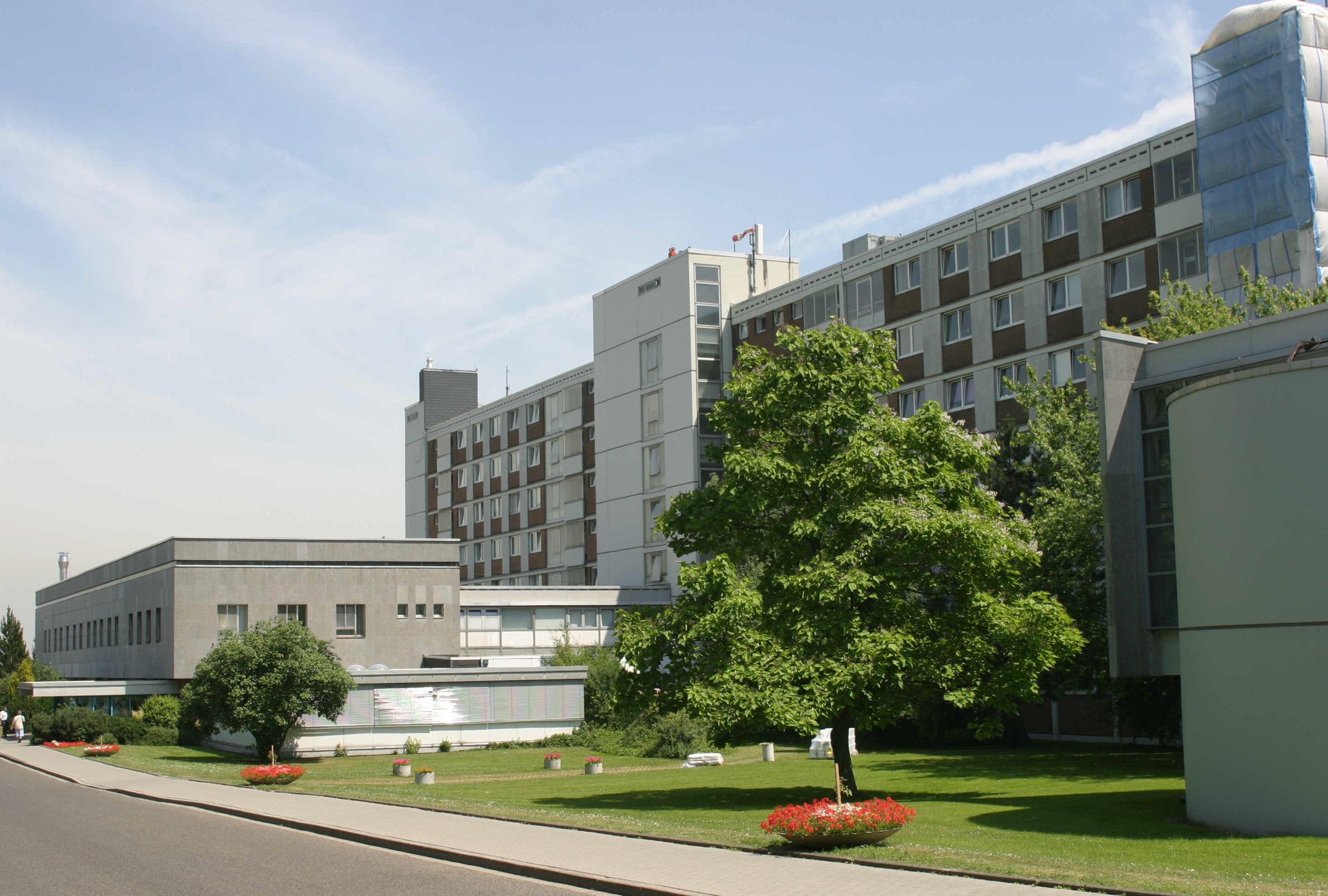
Centro ospedaliero Marienhoehe

## Gemellaggi[2]
- Morlaix, dal 1976
- Hildburghausen, dal 1990
- Réo, dal 1990
- Campagnatico, dal 2004
- Trapani, dal 2017